# Doutor Camargo
Doutor Camargo é um município brasileiro do estado do Paraná, localizado na Região Metropolitana de Maringá.

## História
Entre 1948 e 1950, a Companhia de Melhoramentos Norte do Paraná iniciou seus trabalhos para a formação do patrimônio da cidade de Dr. Camargo. Nesta época, chegaram os primeiros pioneiros atraídos pela densa floresta e pela fertilidade do solo. As lavouras de café prosperaram rapidamente, tornando-se a principal atividade econômica.
Criado através da Lei Estadual nº 4842 de 2 de março de 1964 e instalado em 14 de dezembro do mesmo ano, foi desmembrado de Ivatuba. O primeiro prefeito municipal foi Alquirino Bannach.

## Origem do nome
O nome da cidade é uma referência ao médico-cirurgião Antônio Cândido Camargo, profissional muito respeitado pela sua generosidade para com os necessitados.

## Geografia
Possui uma área de 118,278 km² representando 0,0593 % do estado, 0,021 % da região e 0,0014 % de todo o território brasileiro. Localiza-se a uma latitude 23°33'21" sul e a uma longitude 52°13'04" oeste, estando a uma altitude de 381 metros. Sua população estimada em 2005 era de 5.674 habitantes.[carece de fontes?]

### Demografia
Dados do Censo - 2000
População Total: 5.777
- Urbana: 4.679
- Rural: 1.098
- Homens: 2.846
- Mulheres: 2.931

Índice de Desenvolvimento Humano Municipal (IDH-M): 0,767
- IDH-Renda: 0,683
- IDH-Longevidade: 0,757
- IDH-Educação: 0,861

## Administração
- Prefeito: Édilen Henrique Xavier (2017/2024)
- Vice-Prefeito: José Ricardo Oliveira Costa 2021/2024
- Presidente da Câmara: João Miguel Benedito (2023/2024)